# ラドン川

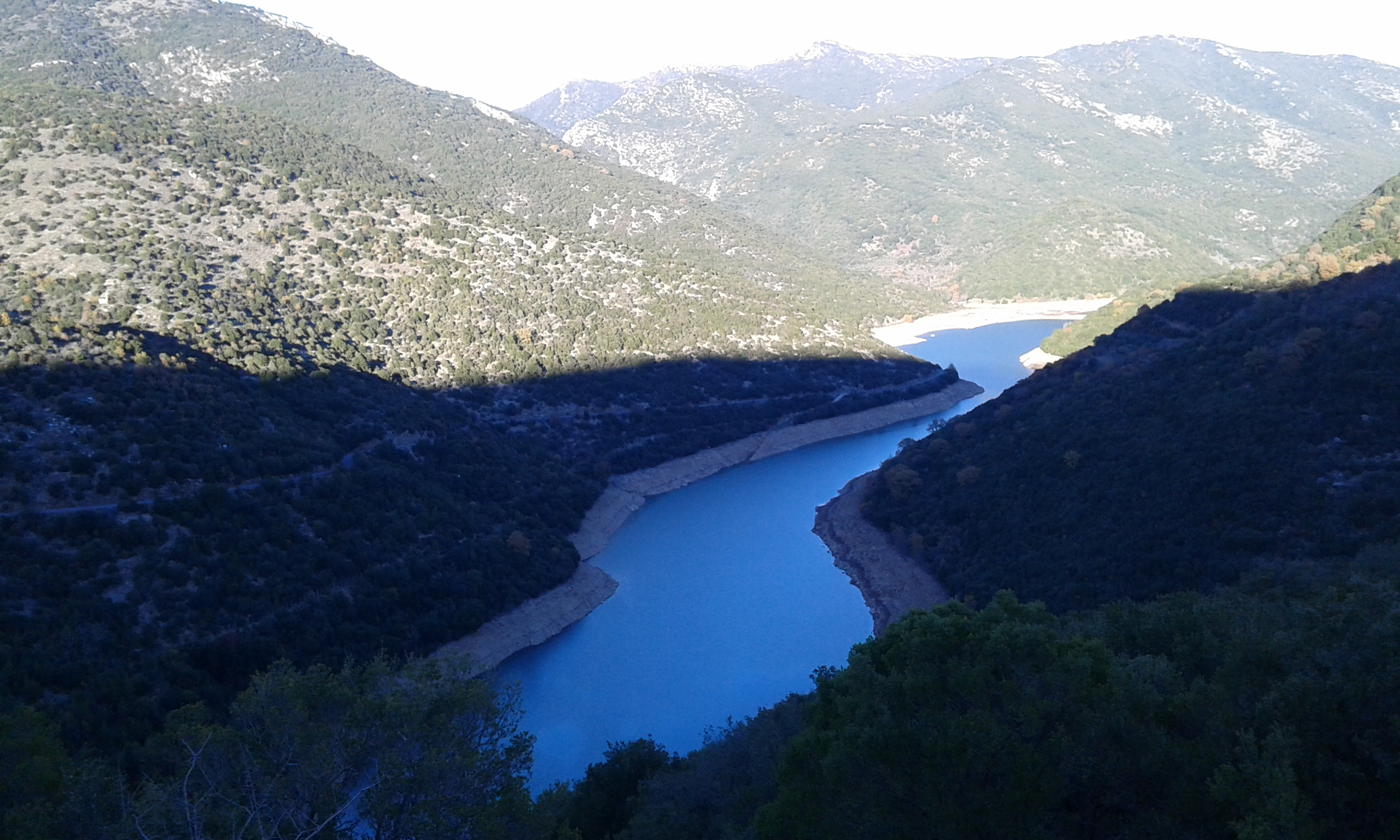
1955年に完成したダムによって形成されたラドン湖。

ラドン川（希: Λάδων, 英: Ladon［カサレヴサ］）あるいはラドナス川（希: Λάδωνας, 英: Ladonas［デモティキ］）は、ギリシャのペロポネソス半島を流れる川である。イオニア海に注ぐアルフェイオス川の支流で、長さは約70キロ（43マイル）。ラドン川の名はすでにヘシオドスの『神統記』で言及され、古来より景観の美しさで名高く、ギリシア神話にも河神として登場している。

## 地理
ラドン川の水源はアカイア県のクレイトリアの市町村単位であるカストリア村の近くのアロアニア山西側の斜面にある。川は南に流れ、左からの支流アロアニオスの合流を受けながらクレイトリアに沿って流れたのち、アルカディア県との県境近くで南西に曲がる。その後、川は細長いラドン湖に流れ込むが、この湖は1955年に完成したラドン水力発電所ダムによって川の水が堰き止められて形成された人工湖である。川はさらにディミトラの近くで再び南に曲がり、トリポタミア村の南東3キロの地点でアルフェイオス川に合流する。またフィリア付近ではトラグス川が合流する。

## 神話
ラドン川はヘシオドスが『神統記』で言及した25の川の1つであり、彼らは「オケアノスと女王テテュスの息子」であった。ラドン川は同名の河神として擬人化され、神から求愛された魅力的なニンフや人間の乙女の父親だと信じられていた。アポロンに求婚されたダプネは一説によるとラドン川の娘だった。また娘の1人であるメトペは、ボイオティア地方のアソポス川の化身アソポスと結婚して、多くの娘を生んだと伝えられている。ラドン川の流域には河神の娘の名前に由来する都市テルプサがあった。この町はパウサニアスの時代には廃墟となっていた。またエウアンドロスはラドン川の娘とヘルメス神の息子だった。川はギリシア神話によると穢れを浄化する力を持っていた。海神ポセイドンがデメテルを襲ったとき、彼女はラドン川の流れでポセイドンから受けた恥辱を洗い流したと伝えられている。パーン神に追われたシュリンクスはラドン川に遮られたが、その川辺で葦に変身した。